# Amblyopone clarki
Amblyopone clarki es una especie de hormiga del género Amblyopone, familia Formicidae. Fue descrita científicamente por Wheeler en 1927.
Se distribuye por Australia. Se ha encontrado a elevaciones de hasta 609 metros. Vive en microhábitats matorrales, terrenos arenosos y nidos.